# Инцидент с посадкой самолёта Эво Моралеса в Вене

Испания, Франция и Италия (красные) отказали президенту Боливии Эво Моралесу в разрешении пересечь их воздушное пространство. Самолёт Моралеса приземлился в Австрии (желтый).

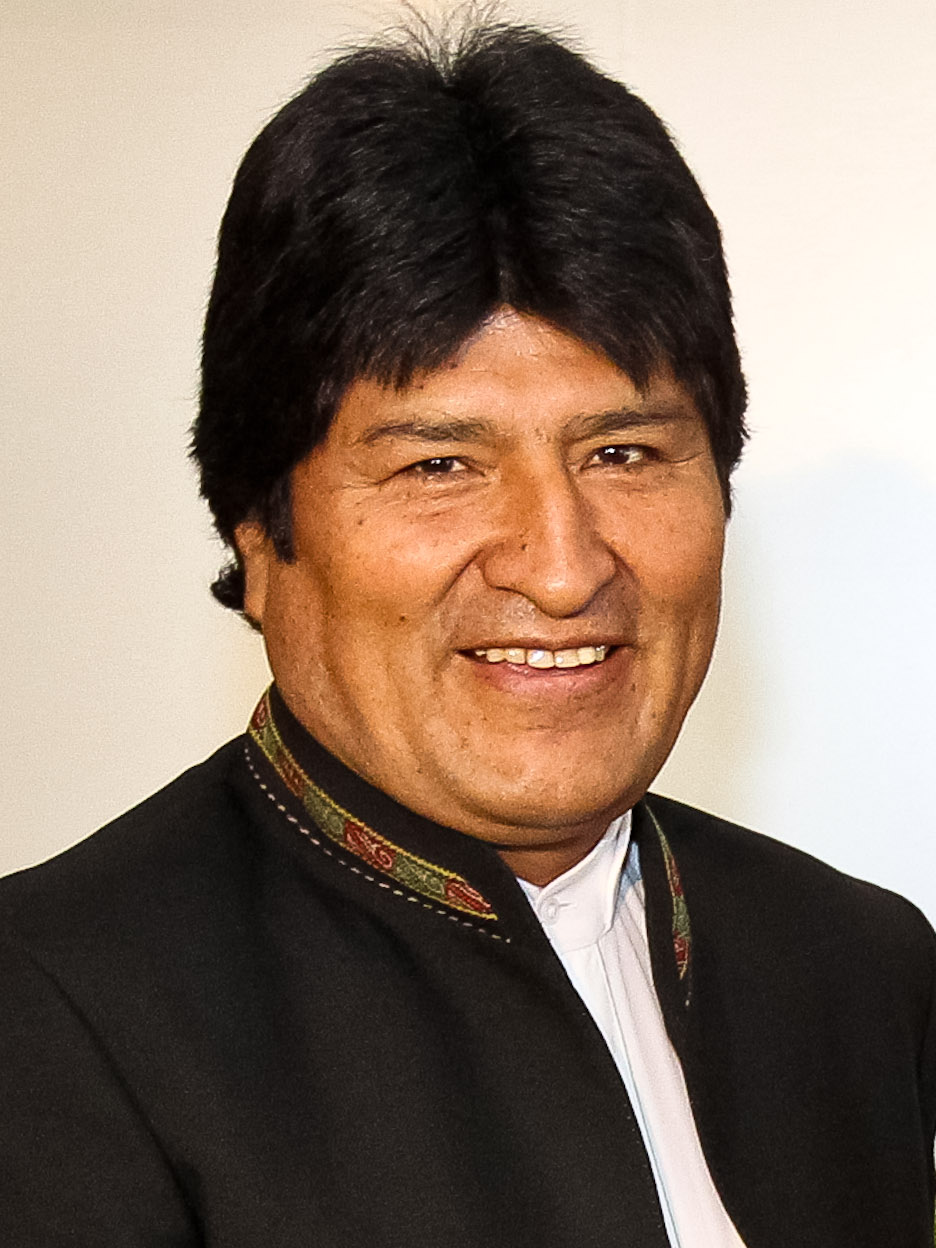
Президент Боливии Эво Моралес

1 июля 2013 года президент Боливии Эво Моралес, присутствовавший на конференции стран-экспортеров газа в России, дал интервью телеканалу RT, в котором дал понять, что расположен предложить убежище Эдварду Сноудену. На следующий день после его телеинтервью Dassault Falcon 900 FAB-001 Моралеса, доставивший его из Боливии в Россию, вылетел из аэропорта Внуково, беспрепятственно пролетел над Польшей и Чехией и приземлился в Вене после того, как пилоты запросили аварийную посадку из-за проблем с индикатором уровня топлива и, как следствие, невозможности подтвердить достаточное количество топлива для продолжения полета.
Тогда разными сторонами был озвучен ряд противоречивых заявлений и обвинений. По словам Боливии, рейс был перенаправлен в Австрию, когда Франция, Испания, Португалия и Италия якобы отказали в доступе в своё воздушное пространство, предположительно из-за подозрений, что Сноуден был на борту.
Заместитель канцлера Австрии Михаэль Шпинделеггер заявил, что самолёт подвергся обыску, хотя министр обороны Боливии отрицал факт проведения обыска, заявив, что Моралес отказал в доступе к своему самолёту. Отказы во входе во французское, испанское и итальянское воздушное пространство якобы по «техническим причинам», категорически осуждаемые Боливией, Эквадором и другими южноамериканскими странами, были приписаны слухам, распространённым якобы США о том, что Сноуден был на борту. Министр иностранных дел Испании Хосе Гарсиа-Маргалло публично заявил, что им сказали, что он находится на борту, но не уточнил, кто их проинформировал.
Президент Австрии Хайнц Фишер отправился встречать президента Моралеса в своём самолёте и разделил с ним завтрак.
Самолёт снова взлетел после того, как официальные лица Австрии подтвердили, что Эдварда Сноудена на борту нет.

## Последствия

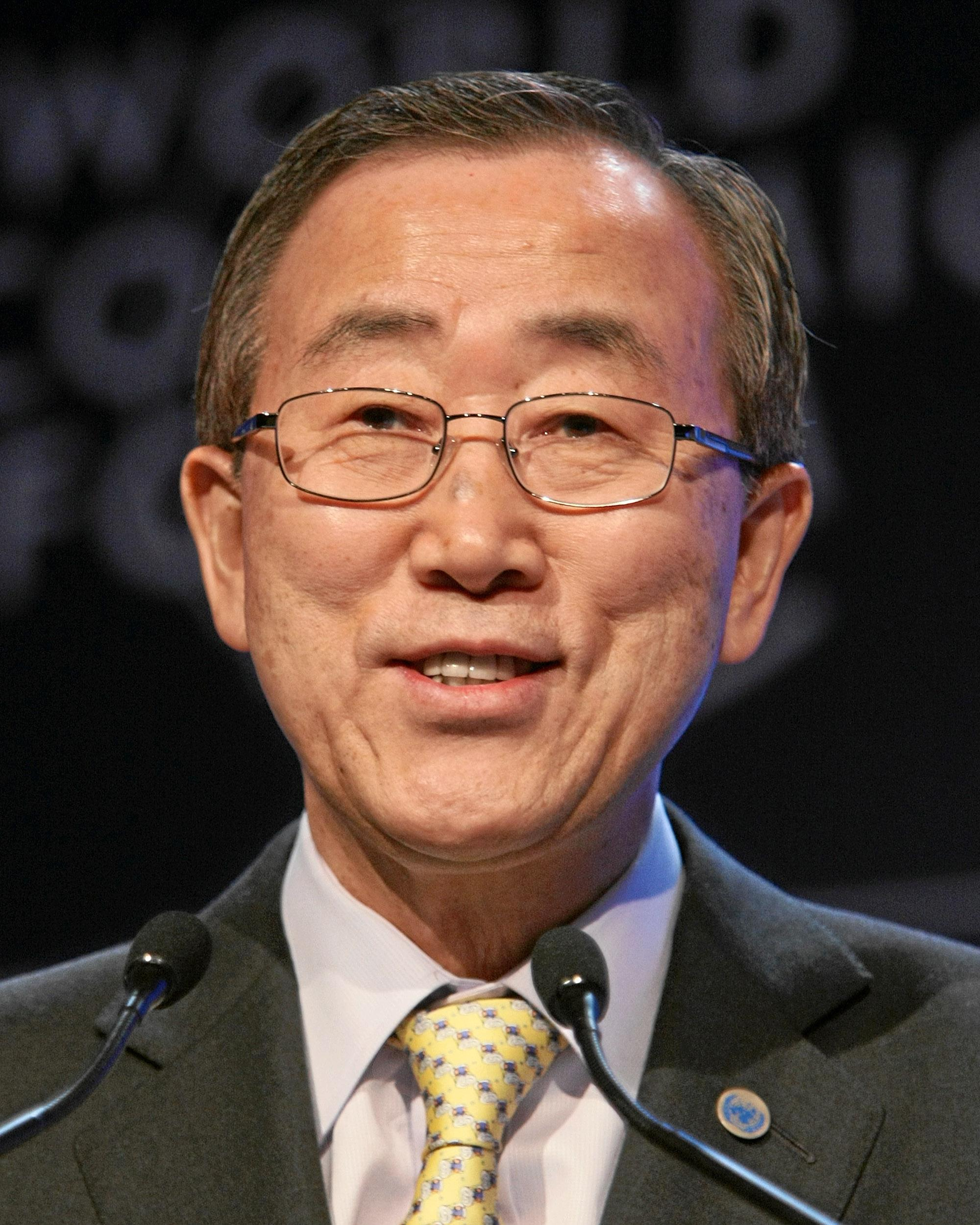
Генеральный секретарь ООН Пан Ги Мун утверждал, что « глава государства и его или её самолёт пользуются иммунитетом и неприкосновенностью».

Франция немедленно извинилась за инцидент. Через две недели посол Испании в Боливии извинился, сославшись на несоответствующие процедуры. Итальянцы и португальцы направили правительству Боливии официальные объяснения.
3 июля Джен Псаки, пресс-секретарь Госдепартамента США, признала, что США «поддерживали контакты с рядом стран по всему миру, у которых был хоть какой-то шанс, чтобы г-н Сноуден приземлился или даже проехал через их страны».
20 сентября Эво Моралес объявил о судебном иске против правительства США за «преступления против человечности» за неоднократную блокировку президентских полётов после инцидента, в результате которого было отложено разрешение на пролёт над Пуэрто-Рико президентом Венесуэлы Мадуро, хотя власти США заявили, что они имели право на предварительное уведомление за три дня. Мадуро должен был прибыть в Пекин для двухсторонних переговоров с Китайской Народной Республикой.
После инцидента семь латиноамериканских стран — Боливия, Аргентина, Куба, Эквадор, Никарагуа, Уругвай и Венесуэла — выразили свою озабоченность Генеральному секретарю ООН Пан Ги Муну, который заявил, что «глава государства и его или её самолёт пользуются иммунитетом и неприкосновенностью». Пан также подчеркнул важность предотвращения подобных инцидентов в будущем.

## Требование ответственности
В апреле 2015 года основатель Wikileaks Джулиан Ассанж заявил, что намеренно слил ложную информацию о находящемся в самолёте Сноудене в США в рамках «особых мер» по отвлечению секретных служб. В ответ посол Боливии в России потребовал от Ассанжа извинений за то, что подвергает риску жизнь их президента. В интервью боливийской газете El Deber в августе 2015 года Ассанж заявил, что Wikileaks и правительство Венесуэлы обсуждали вопрос о вывозе Сноудена из России на борту президентского самолёта Венесуэлы или Боливии. Ассанж не знал, осведомлено ли боливийское правительство об этих переговорах, и сам не общался с боливийцами, но сказал, что Венесуэла должна была предупредить Боливию.

### Сноски
1. ↑  El Mercurio On-Line. Evo Morales se abre a ceder asilo a Edward Snowden si lo solicita (исп.). El Mercurio On-Line (1 июля 2013). Дата обращения: 16 марта 2014. Архивировано из оригинала 16 марта 2014 года.
2. ↑  Evo Morales's controversial flight over Europe, minute by heavily disputed minute. Washington Post (англ.). ISSN 0190-8286. Архивировано 23 мая 2021. Дата обращения: 24 мая 2021.
3. ↑  Sol-Autor Lusa. Portas: Portugal autorizou o sobrevoo de Morales (неопр.). Sol (9 июля 2013). Дата обращения: 16 марта 2014. Архивировано из оригинала 27 марта 2014 года.
4. 1 2  British Broadcasting Corporation. Spain 'told Edward Snowden was on Bolivia president's plane'. British Broadcasting Corporation (5 июля 2013). Дата обращения: 16 марта 2014. Архивировано из оригинала 16 марта 2014 года.
5. ↑  Max Fisher. Evo Morales's controversial flight over Europe, minute by heavily disputed minute. The Washington Post (3 июля 2013). Дата обращения: 16 марта 2014. Архивировано из оригинала 16 марта 2014 года.
6. ↑  Angelika Gruber. Snowden still in Moscow despite Bolivian plane drama. Reuters (4 июля 2013). — «"Austrian Deputy Chancellor Michael Spindelegger said Morales personally denied that Snowden was aboard his jet and agreed to a voluntary inspection. "Based on this invitation from Bolivia, a colleague boarded the plane, looked at everything and there was no one else on board," Spindelegger told reporters. But Bolivian Defence Minister Ruben Saavedra said Morales's plane was not searched because Morales had refused Austrian authorities entry."». Дата обращения: 16 марта 2014. Архивировано из оригинала 16 марта 2014 года.
7. ↑  Philipp-Moritz Jenne. Bolivian leader's plane rerouted on Snowden fear. The Big Story. Associated Press (3 июля 2013). Дата обращения: 16 марта 2014. Архивировано из оригинала 16 марта 2014 года.
8. ↑  Catherine E. Shoichet. Bolivia: Presidential plane forced to land after Snowden rumors. Cable News Network (3 июля 2013). Дата обращения: 16 марта 2014. Архивировано из оригинала 16 марта 2014 года.
9. ↑  Thomson, Iain. Edward Snowden's 40 days in a Russian airport – by the woman who helped him escape (англ.). The Register (12 сентября 2016). Дата обращения: 24 мая 2021. Архивировано 24 мая 2021 года.
10. ↑  Sara Shahriari. Bolivia complains to UN after Evo Morales' plane 'kidnapped'. The Guardian (3 июля 2013). Дата обращения: 16 марта 2014. Архивировано из оригинала 16 марта 2014 года.
11. ↑  Al Jazeera. France apologises to Bolivia over jet row. Al Jazeera (4 июля 2013). Дата обращения: 16 марта 2014. Архивировано из оригинала 16 марта 2014 года.
12. ↑  Daniel Ramos. Spain apologizes to Bolivia for presidential plane delay. Reuters (15 июля 2013). Дата обращения: 16 марта 2014. Архивировано из оригинала 16 марта 2014 года.
13. ↑  Caso Snowden-Morales, le "note esplicative" di Italia e Portogallo. Atlas. Дата обращения: 24 мая 2021. Архивировано 19 декабря 2014 года.
14. ↑  Jen Psaki. Daily Press Briefing - July 3, 2013. state.gov. US Department of State (3 июля 2013). Дата обращения: 16 марта 2014. Архивировано 31 мая 2021 года.
15. ↑  Oliver Laughland. US admits contact with other countries over potential Snowden flights – as it happened. The Guardian (3 июля 2013). Дата обращения: 16 марта 2014. Архивировано из оригинала 16 марта 2014 года.
16. ↑  Huffington Post. Bolivian President to sue U.S. Government for Crimes against Humanity (Video 2:25 Min). Huffington Post (20 сентября 2013). Дата обращения: 16 марта 2014. Архивировано 22 февраля 2014 года.
17. ↑  United Nations. Latin American nations voice concerns to Ban over rerouting of Bolivian leader's plane. United Nations (9 июля 2013). Дата обращения: 16 марта 2014. Архивировано из оригинала 16 марта 2014 года.
18. ↑  Julian Assange: Wikileaks negoció con Maduro para que Snowden viaje con Evo. (30 августа 2015). Дата обращения: 14 ноября 2017. Архивировано 2 сентября 2015 года.
19. ↑  Belarus plane arrest - is it a first? Архивная копия от 26 мая 2021 на Wayback Machine, BBC, 26.05.2021